# Linda bimaculicollis
Linda bimaculicollis är en skalbaggsart som beskrevs av Stefan von Breuning 1954. Linda bimaculicollis ingår i släktet Linda och familjen långhorningar. Inga underarter finns listade i Catalogue of Life.